# 牧野礼
牧野 礼（まきの あや、1983年 - ）は、日本の児童文学作家。

## 経歴・人物
愛知県生まれ。小学生のころより小説を書きはじめ、作家になることを決意したという。南山大学人文学部日本文化学科卒業 (在学中は王朝文学を専攻した)。2007年に投稿作「滝まくらの君」で第6回ジュニア冒険小説大賞を受賞し、翌2008年、同作で岩崎書店より作家デビューした。

## 作品リスト
- 滝まくらの君 （岩崎書店、2008年）
- 夢見の猫風の犬宮 （くもん出版、2012年）
- ユニコーンの乙女 ラーラと二頭の聖獣 （講談社青い鳥文庫、2014年）
- ユニコーンの乙女 地下通路と王宮の秘密 （講談社青い鳥文庫、2015年5月）
- ユニコーンの乙女 決戦のとき （講談社青い鳥文庫、2015年11月）
- 六四五年への過去わたり 平城の氷と飛鳥の炎 （くもん出版、2022年6月）